# Ligne 286 (Infrabel)

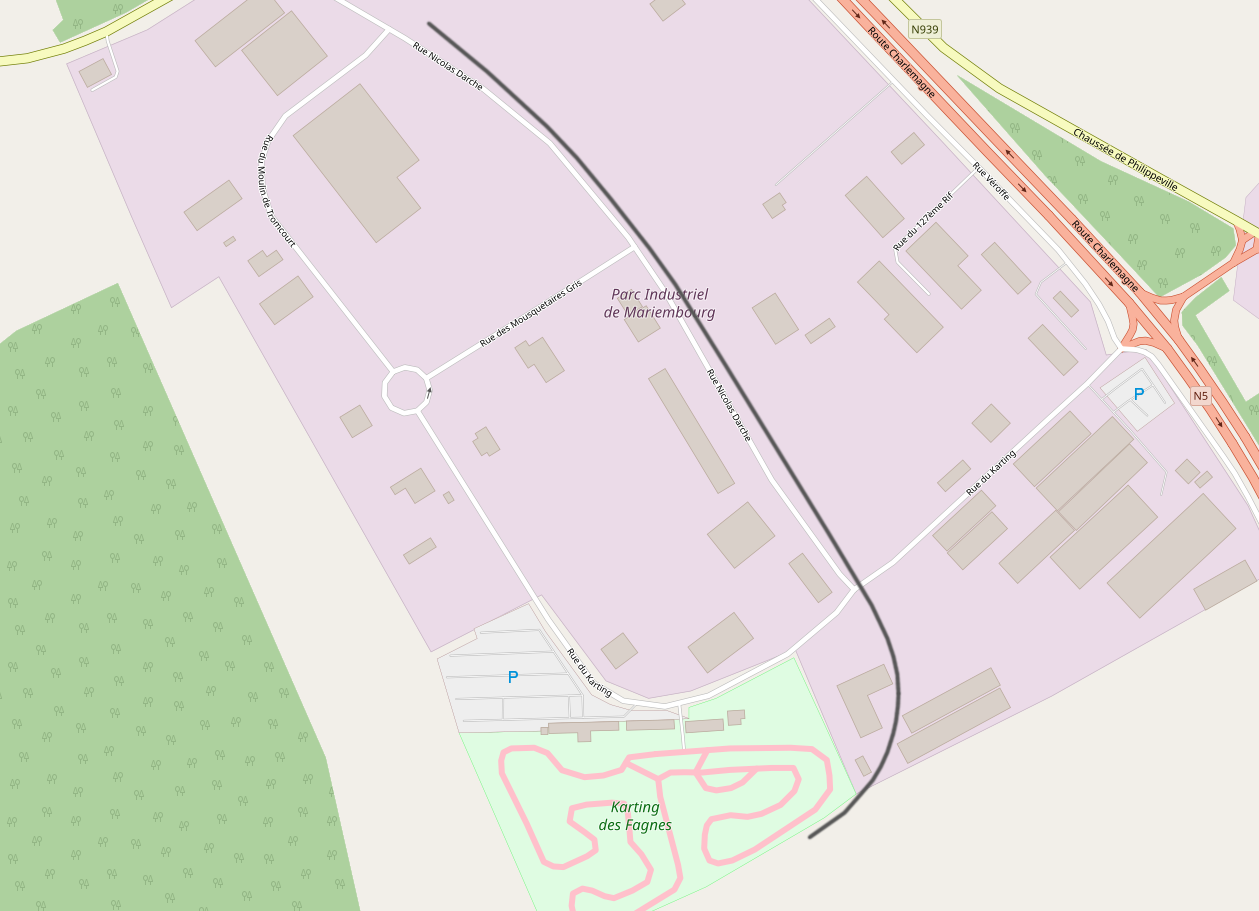
Plan de la ligne

La ligne 286 est une ligne ferroviaire industrielle belge hors service de Mariembourg dans la commune de Couvin.

## Route
La ligne 286 a été connectée à l'ancienne ligne 156. Elle partait de la jonction de Frasnes, située près de l'actuelle piste de karting des Fagnes, et se dirigeait à quelques centaines de mètres vers le nord-ouest.